# Pepe Reyes Cup 2018
La 18ª edizione della Pepe Reyes Cup si è svolta il 12 agosto 2018 al Victoria Stadium di Gibilterra tra il Lincoln Red Imps, vincitore della Premier Division 2017-2018 (Gibilterra), e l'Europa FC, vincitrice della Rock Cup 2017-2018.

## Tabellino
| Arbitro: | Warwick |

|                               |                      |                          |
| De Barr 38’ (aut.)            | Marcatori            | 27’ Blanco Rodríguez     |
| Chipolina Aranda Garro Valero | Tiri di rigore 2 – 4 | Walker Quillo Rubo Gamiz |